# لی جینگ (ژیمناست)
لی جینگ (انگلیسی: Li Jing؛ زادهٔ ۲۳ فوریهٔ ۱۹۷۰) ژیمناست هنری سابق اهل چین است.